# 현대바이오랜드
현대바이오랜드는 1995년 설립된 대한민국의 화장품원료 제조기업이다. 2020년 현대백화점 계열사로 편입됨에 따라 SK바이오랜드(주)에서 (주)현대바이오랜드로 사명을 변경하였다.

## 연혁
- 1995년 9월 - (주)바이오랜드 설립
- 1997년 10월 - 생명공학연구소 설립
- 2000년 6월 - ISO 9001
- 2001년 5월 - 코스닥 상장
- 2003년 1월 - ISO 14001 품질경영시스템 및 BGMP (우수원료의약품 제조관리 기준)인증
- 2016년 7월 - SK 바이오랜드 사명변경
- 2020년 10월 - 현대백화점그룹 인수, 현대바이오랜드 사명변경